# Зеленцов Анатолій Михайлович
Анато́лій Миха́йлович Зелєнцо́в (рос. Арнольд Михайлович Зеленцов) (нар. 3 листопада 1934, Чудово, нині — Новгородської області — пом. 12 вересня 2006, Київ) — український легкоатлет, науковець, педагог, автор книг з моделювання тренувань у футболі, колишній керівник Наукового-Дослідницького Центру ФК «Динамо» (Київ).

## Життєпис
Зєленцов Арнольд Михайлович народився 3 листопада 1934 року в м. Чудово Ленінградської (нині — Новгородської) області.
Закінчив Київський інститут фізичної культури та математичні курси при Академії наук Української РСР. Обрав шлях легкоатлета, взяв псевдонім Анатолій (в Радянському Союзі 50-х неможливо було побудувати спортивну кар'єру з німецьким ім'ям).
Займався легкою атлетикою. Був 13-разовим рекордсменом СРСР та рекордсменом світу серед юніорів зі стрибків з жердиною.
Зелєнцов був учнем Валентина Петровського — кандидата біологічних наук, який викладав на кафедрі легкої атлетики Інституту фізкультури і тренував спортсменів. У 1960-х роках Петровському вдалося розрахувати математичну модель для легендарного спринтера Валерія Борзова, що сприяло видатним досягненням бігуна.
Згодом Анатолій Михайлович — сам викладач в Інституті фізкультури, кандидат педагогічних наук, доцент кафедри теорії фізвиховання.
Анатолія Зєленцова вважають одним з піонерів застосування наукового підходу в тренувальний та ігровий процеси.
На запрошення Валерія Лобановського і Олега Базилевича очолив науково-дослідний центр ФК «Динамо» (Київ), яким керував понад 35 років.
У своїх дослідженнях центр Зелєнцова співробітничав з Інститутом кібернетики АН УРСР. За інформацією математика Віри Глушкової, доньки академіка В. М. Глушкова, 1970-х років на прохання Лобановського співробітники Інституту кібернетики брали участь в розробці унікальної системи управління тренуваннями динамівців.
Зелєнцов читав лекції в університетах і спортивних центрах США, Італії, Англії, Франції, Німеччини, Польщі, а згодом — Кувейта і Арабських Еміратів. На збори «Динамо», щоб послухати Зєлєнцова з'їжались тренери з усієї Європи. За його спогадами, Франц Бекенбауер був уважним слухачем лекцій на зимових зборах «Динамо» в Руйті наприкінці 1970-х років, а Енцо Беардзот конспектував і детально вивчав суть динамівських методик.

## Автор книг
- «Моделирование тренировки в футболе»(рос.), у співаторстві з В. Лобановським
- «Опыт программирования подготовки футболистов команды „Динамо“ Киев. Программирование подготовки футбольных команд мастеров»(рос.), у співаторстві з В. Лобановським
- «Тактика и стратегия в футболе»(рос.), у співаторстві з В. Лобановським, В. Ткачуком, А. Кондратьєвим
- «Уроки футбола»(рос.), у співаторстві з В. Лобановським, В. Коуервером, В. Ткачуком